# Percy Adlon
Percy Adlon (Múnich, 1 de junio de 1935-Los Ángeles, 10 de marzo de 2024) fue un director de cine, director de televisión, guionista y productor alemán, conocido por haber dirigido la película de 1987, Bagdad Café.

## Biografía
Adlon fue criado cerca del Lago Starnberg en Baviera. Estudió historia del arte y literatura alemana en la Universidad de Múnich. También tomó clases de actuación y de canto y fue parte de un grupo estudiantil de teatro mientras cursaba sus estudios. En 1970, dirigió su primer cortometraje para Bayerisches Fernsehen, el cual fue seguido por más de 150 documentales sobre arte y la condición humana. En 1973 realizó Tomi Ungerer’s Landleben, su primera colaboración con la productora Benigna von Keyserlingk, quien posteriormente produciría varios de los proyectos de Adlon.
En 1978, Adlon, junto a su esposa Eleonore Adlon, fundó la compañía FILM GmbH. El primer proyecto de la compañía fue el docudrama Der Vormund und sein Dichter sobre la vida del escritor suizo Robert Walser. El docudrama ganó dos Premios Adolf Grimme. En 1981, Adlon dirigió su primer largometraje, Céleste, el cual fue exhibido en el Festival de Cannes. En 1987, lanzó Bagdad Café, iniciando así su colaboración con el productor Dietrich von Watzdorf. La película fue un éxito internacional, lanzando a la fama a la actriz Marianne Sägebrecht. La canción "Calling You", compuesta por Bob Telson para la película, fue nominada al Óscar a la mejor canción original en 1988.
En 1997, Adlon empezó a trabajar con cámaras digitales, realizando trabajos como Die Straußkiste, Mein München y Hawaiian Gardens. Entre 2001 y 2002, filmó Koenigs Kugel, sobre la escultura The Sphere, la cual fue recuperada de los escombros de los atentados del 11 de septiembre de 2001 en Nueva York. En 2007, viajó a Ngorongoro (Tanzania) para filmar el documental Orbella’s People sobre una familia masái.
Su hijo Felix también trabaja en la industria cinematográfica como director, productor y guionista.

## Filmografía
- Mahler auf der Couch (2010)
- Orbela's People (2007)
- Koenigs Kugel (2001)
- Hawaiian Gardens (2001)
- Eat Your Heart Out (2000, productor)
- Die Straußkiste (1999)
- In der glanzvollen Welt des Hotel Adlon (1996, TV)
- Younger and Younger (1993)
- Salmonberries (1991)
- Red Hot and Blue (1990, TV)
- Rosalie Goes Shopping (1989)
- Babycakes (1989, TV)
- Bagdad Café (1987)
- Herschel und die Musik der Sterne (1986, TV)
- Zuckerbaby (1985)
- Die Schaukel (1983)
- Fünf letzte Tage (1982)
- Céleste (1981)
- Herr Kischott (1980, TV)
- Der Vormund und sein Dichter (1978, TV)